# آکیرا کامیا
آکیرا کامیا (انگلیسی: Akira Kamiya; ۱۸ سپتامبر ۱۹۴۶ – ) صداپیشگی اهل ژاپن بود. وی از سال ۱۹۷۰ میلادی تاکنون مشغول فعالیت بوده‌است.
از فیلم‌ها یا برنامه‌های تلویزیونی که وی در آن نقش داشته‌است می‌توان به مشت ستاره شمالی اشاره کرد.